# Автошлях Р 03
Автошлях Р 03 — автомобільна дорога регіонального значення в Україні, яка є північно-східним об'їздом Києва і сполучає між собою два міжнародні автошляхи М03 та М01, довжина — 26,4 км. Під'їзд до М03 — 5,4 км. Загальна довжина — 31,8 км.

## Маршрут
Бере початок від траси М03, не доїжджаючи Борисполя, та пролягає в напрямку об'їзної дороги E101 навколо Броварів.
Автошлях проходить через такі населені пункти:
| Автошлях Р 03        |                                       |
| Київська область     |                                       |
| Бориспільський район |                                       |
| Бориспіль            | на Березань Т 1018, на Гоголів Т 1004 |
| Велика Олександрівка | на Бровари Т 1026                     |
| Броварський район    |                                       |

## Стан
У листопаді 2017 року Укравтодор здійснив ремонт автомобільної дороги Р 03 на під'їзді до міжнародної траси М 03 — довжиною 5 км. У комплекс робіт із середнього ремонту увійшло поширення та посилення наявного дорожнього покриття, перехідно-швидкісних смуг, ремонт шляхопроводу, укріплення узбіч, нанесення горизонтальної розмітки та встановлення дорожніх знаків. На час ремонту рух дорогою був перекритий.